# أنير غارسيا
أنير غارسيا (بالإسبانية: Anier García) مواليد 9 مارس 1976 في سانتياغو دي كوبا، هو قافز حواجز كوبي. مثل بلاده في الأولمبياد وحصل على الميدالية الذهبية والميدالية البرونزية.

## الميداليات
| الميدالية | المسابقة                                    |
| --------- | ------------------------------------------- |
| ذهبية     | الألعاب الأولمبية الصيفية 2000              |
| برونزية   | الألعاب الأولمبية الصيفية 2004              |
| فضية      | بطولة العالم لألعاب القوى 1999              |
| فضية      | بطولة العالم لألعاب القوى 2001              |
| ذهبية     | بطولة العالم لألعاب القوى داخل الصالات 1997 |
| فضية      | بطولة العالم لألعاب القوى داخل الصالات 2001 |
| فضية      | بطولة العالم لألعاب القوى داخل الصالات 2003 |

## روابط خارجية
- أنير غارسيا على موقع الاتحاد الدولي لألعاب القوى (الإنجليزية)
- أنير غارسيا على موقع اللجنة الأولمبية الدولية (الإنجليزية)
- أنير غارسيا على موقع أوليمبيديا (الإنجليزية)